# سایگا-۱۲
اسلحه سایگا-۱۲ یک شات گان رزمی ارتش روسیه به نام Saiga-12 است که بر پایه اسلحه معروف AK-47 و با همان مکانیزم و با شکل ظاهری شبیه به آن ساخته شده‌است. نحوه مسلح کردن و کار با این سلاح دقیقاً به مانند سلاح هجومی کلاشینکف است.

## مشخصات
این شات‌گان نیمه‌خودکار برخلاف سایر شات گان‌های معمول که گلولههای حاوی ساچمه بایستی در درون لوله قرار گیرند دارای خشابی شبیه به خشاب اسلحه کلاشینکف است که ۱۲ گلوله حاوی ساچمه در آن قرار می‌گیرد. طول این سلاح در حدود ۱۲۰ سانتی‌متر و وزن آن نیز در حدود ۳ کیلو و ۶۰۰ گرم است.
کالیبر این سلاح ۱۸٫۵۳ میلی‌متر "گیج ۱۲" است و گلوله پلاستیکی به کار رفته در آن معمولاً با ۹ ساچمه فولادی پر شده‌است. برد مفید این گونه از سلاح‌ها معمولاً بین ۳۰ تا ۵۰ متر است. این شات گان روسی در مدل‌های جدید دارای سامانه‌های ریلی برای نصب انواع دوربین و انواع هدف گیرهای لیزری است. این سلاح به غیر از روسیه در قرقیزستان و آمریکا نیز به کار می‌رود.